# Eastern Dream
Die Eastern Dream ist eine Ro-Pax-Fähre der südkoreanischen Reederei DBS Cruise Ferry.

## Geschichte
Das Schiff wurde unter der Baunummer 1001 auf der Werft Hayashikane Shipbuilding & Engineering in Nagasaki, Japan, gebaut. Die Kiellegung fand am 31. März, der Stapellauf am 2. Juli 1993 statt. Die Fertigstellung des Schiffes erfolgte am 27. September 1993.
Das Schiff kam unter der Flagge Japans als Queen Coral für die japanische Marix Line in Fahrt, die es im Fährverkehr zwischen Kagoshima auf der Insel Kyūshū und mehreren Inseln der Amami- und Okinawa-Inseln einsetzte.
Ab 2009 verkehrte das Schiff unter der Flagge Panamas als Eastern Dream für die südkoreanische DBS Cruise Ferry im Japanischen Meer zwischen Wladiwostok in Russland, Donghae in Südkorea und Sakaiminato in Japan. Ende November 2019 wurde der Fährbetrieb aufgrund politischer Differenzen zwischen Südkorea und Japan vorübergehend eingestellt.

## Technische Daten und Ausstattung
Das Schiff wird von zwei Viertakt-Neunzylinder-Dieselmotoren mit zusammen 10.072 kW Leistung angetrieben. Die Reisegeschwindigkeit des Schiffes wird mit rund 20 kn angegeben. Für die Stromerzeugung an Bord stehen drei Dieselgeneratoren mit 900 kVA Scheinleistung zur Verfügung.
Das Schiff ist mit einem geschlossenen Fahrzeugdeck ausgerüstet. Dieses ist über zwei seitlich herunterklappbare Heckrampen zugänglich.
Oberhalb des Fahrzeugdecks befinden sich drei Decks mit den Einrichtungen für die Passagiere. Diese wurden vor der Aufnahme des Fährdienstes im Japanischen Meer teilweise umgebaut. So wurden im Vorschiffsbereich zusätzliche Decksaufbauten errichtet. Zuvor standen hier Stellplätze für Container zur Verfügung. Für den Ladungsumschlag war ein Ladebaum vorhanden. Das Schiff ist mit Kabinen und Schlafsälen ausgestattet, darunter Gemeinschaftsunterkünfte für 8, 12 oder 20 Passagiere sowie ein Schlafsaal für 96 Passagiere. Die Kabinen sind überwiegend mit Etagenbetten bzw. mit Matratzen auf dem Kabinenboden ausgestattet. Ein Großteil der Kabinen verfügt über keine eigenen Sanitärsräume. Für die Kabinen stehen Gemeinschaftsduschen und Toiletten auf den jeweiligen Decks zur Verfügung. Die Passagierkapazität ist mit 500 bis 530 Personen angegeben.